# Револьвер «ДОГ-1»
Револьвер ДОГ-1 (полное наименование — Гладкоствольный револьверный комплекс ДОГ-1) — гладкоствольный револьвер, разработанный сотрудниками Ижевского государственного технического университета (ИжГТУ) и фирмой «Тинта» в качестве охотничьего оружия и служебного оружия для охранных структур и детективных агентств. Производился Вятско-Полянским машиностроительным заводом «Молот» с марта 1996 года до начала 1998 года. Револьверы первых выпусков имели грубое исполнение.

## Конструкция
Конструкция револьвера предельно проста. Он имеет литую рамку, боковые окна которой закрыты крышками, закреплёнными двумя винтами каждая. Ствол гладкий, но для индивидуальной маркировки пули на поверхности канала ствола у дульного среза имеется специальный выступ. Ограниченная прочность барабана исключает замену ствола на нарезной, так как это может привести к разрыву барабана. Ударно-спусковой механизм — двух типов: на первых револьверах одинарного действия (с предварительным взведением курка перед выстрелом), на последующих — самовзводный. Поначалу револьвер имел упрощённую рукоятку, позже рукоятка получила более удобную форму и изготавливалась из пластмассы для придания оружию «коммерческого» внешнего вида. Прицел открытого типа, не регулируемый.
Перезарядка осуществляется весьма примитивно. В револьверах первых лет выпуска для этого сначала вынимают ось барабана, а затем отделяют барабан и из него этой осью выбивают стреляные гильзы. Затем барабан снаряжают патронами по одному, вставляют в рамку револьвера и фиксируют осью. При наличии запасного барабана возможна замена отделяемого барабана на снаряжённый. В револьверах более позднего выпуска для извлечения барабана из рамки ось следует оттянуть вперёд, извлекать нет необходимости. Стреляные гильзы из барабана извлекают нажатием на выступающую из него ось экстрактора. В результате этих доработок вес револьвера увеличился до 1 кг.

## Используемые боеприпасы
Патроны 12,5х35 мм R собраны в укороченной до 35 мм металлической ружейной гильзе 32-го калибра под пистолетный капсюль КВ-26.
- штатный пулевой патрон ПП 5.000, снаряжённый оболочечной пулей массой 13,7 граммов со свинцовым сердечником, начальной скоростью пули 190 м/с и дульной энергией 247 Дж был сертифицирован в качестве боеприпаса к служебному оружию и серийно производился на Тульском патронном заводе [9]. Пуля удерживается в гильзе полиэтиленовым пыжом и дополнительно зафиксирована кернением, что исключает её извлечение и переснаряжение боеприпасов криминальными элементами[2].

В справочной литературе встречаются упоминания, что первоначально патроны 12,5х35 мм планировалось выпускать в нескольких вариантах снаряжения, в том числе:
- пулевой патрон, снаряжённый свинцовой сферической пулей массой 12 граммов с начальной скоростью пули 230 м/с и дульной энергией 220 Дж;
- травматический патрон останавливающего действия[10], снаряжённый пластмассовой пулей[11];
- сигнальный патрон[3][11] — выпущен в небольшом количестве;
- газовый патрон[3] — выпущен в небольшом количестве;
- холостой (шумовой) патрон - выпущен в небольшом количестве[3].

## Достоинства и недостатки
Достоинства:
- использование патронов относительно крупного калибра обеспечивает хорошее останавливающее действие;
- различные типы патронов расширяют спектр применения револьвера;
- воронение деталей повышает их устойчивость к коррозии;
- наличие самовзвода повышает готовность в открытию огня[12].

Недостатки:
- большой вес и размер затрудняет его ношение;
- медленное перезаряжание;
- невысокое качество отделки и небрежная подгонка деталей;
- небольшая дальность стрельбы;
- плохая балансировка в совокупность с большой массой и сильной отдачей дают невысокую меткость[12].

## Дополнительная информация
- Револьвер «ДОГ-1» являлся самой дешёвой моделью служебного огнестрельного оружия[13].
- Можно предположить, что одной из причин, ограничившей сферу применения револьвера сотрудниками охранных структур, стали нормативно-правовые ограничения (действовавшие с ноября 1995 до 2005 года): в это время утверждённые МВД нормы положенности боеприпасов для пистолета ПМ составляли 24 патрона[14], для служебных пистолетов ИЖ-71 и ПКСК - 20 патронов, а для «ДОГ-1» - только 15 патронов[15].

## Эксплуатация и боевое применение
- Россия - «ДОГ-1» сертифицирован в качестве служебного оружия для частных охранных структур; также, револьверы официально находятся на вооружении ФГУП «Охрана» [16] и отдельных подразделений вневедомственной охраны МВД РФ[17], однако никогда централизованно не закупались.
- Беларусь - револьвер был сертифицирован в качестве служебного оружия в августе 2002 года[18].